# Chrysobliastes
Chrysobliastes är ett släkte av insekter. Chrysobliastes ingår i familjen vårtbitare.
Kladogram enligt Catalogue of Life:
| Chrysobliastes | \| \| Chrysobliastes atrospinosus \| \| \| \| \| \| Chrysobliastes olivaceus \| \| \| \| |
|                | \| \| Chrysobliastes atrospinosus \| \| \| \| \| \| Chrysobliastes olivaceus \| \| \| \| |
|                | Chrysobliastes atrospinosus                                                              |
|                |                                                                                          |
|                | Chrysobliastes olivaceus                                                                 |
|                |                                                                                          |